# Тишенковка (Харьковская область)
Тишенковка (укр. Тишенківка) — село в Зорянском сельском совете Красноградского района Харьковской области Украины.
Код КОАТУУ — 6323382002. Население по переписи 2001 года составляет 478 (223/255 м/ж) человек.

## Географическое положение
Село Тишенковка находится на расстоянии в 4 км от посёлка Тишенковка (Карловский район). По селу протекает пересыхающий ручей с запрудами.

## История
- 1834 — дата основания.

Во время организованного советской властью Голодомора 1932—1933 годов умерло не менее 399 жителей села.

## Экономика
- Молочно-товарная ферма.
- Небольшой глиняный карьер.

## Достопримечательности
- Братская могила советских воинов и памятный знак воинам-односельчанам. Похоронено 28 воинов.